# Malaistyka
Malaistyka – jedna z dziedzin orientalistyki zajmująca się językiem, kulturą, historią, literaturą i wszystkim innym, co dotyczy Malezji i Indonezji oraz często – w szerszym zakresie – innych ludów posługujących się językami austronezyjskimi (z grupy malajsko-polinezyjskiej). W swoim szerszym znaczeniu zbliża się do austronezystyki. Za jednego z pierwszych polskich malaistów uważa się Roberta Stillera.